# جيمس إي. مور جونيور
جيمس إي. مور جونيور (بالإنجليزية: James Moore)‏ هو ملحن وموسيقي أمريكي، ولد في 1951 في فرجينيا في الولايات المتحدة.

## وصلات خارجية
- جيمس إي. مور جونيور على موقع ميوزك برينز (الإنجليزية)
- جيمس إي. مور جونيور على موقع ميوزك برينز (الإنجليزية)
- جيمس إي. مور جونيور على موقع ديسكوغز (الإنجليزية)